# Czerniatynci
Czerniatynci (ukr. Чернятинці) – wieś na Ukrainie, w obwodzie winnickim, w rejonie chmielnickim. W 2001 liczyła 433 mieszkańców, spośród których 428 wskazało jako ojczysty język ukraiński, a 5 rosyjski.